# Sortebakkeskolen
Sortebakkeskolen er en skole beliggende ved Nørager i Himmerland, opført i 1962. Den ligger lige syd for Nørager by ved Løgstørvej (Hovedvej 29) mellem Hobro og Aars. Der er 7 km. fra motorvejsfrakørslen Hobro-nord og ca. 30 min. kørsel fra Aalborg.
Skolen kunne efter en større ombygning fejre 40-års jubilæum i 2002.